# 厚地彩花
厚地 彩花（あつち あやか、1994年2月2日 - ）は、日本の女性声優。elfin'のメンバー。青二プロダクション所属。長崎県出身。総合学園ヒューマンアカデミー大阪校卒業。

## 来歴・人物
長崎県出身で、京都府育ち。高校卒業後は絵を学ぼうと考えていたが、総合学園ヒューマンアカデミー大阪校の学校説明会で「パフォーミングアーツカレッジ」を知り、体験入学に参加して演技に興味を持つ。演技未経験の状態からスタートし、在学中にソーシャルゲーム『放課後カノジョ』への出演を果たした。
『おおきく振りかぶって』がきっかけで声優を目指したという。
阿佐ヶ谷アニメストリート内にあるアニメコラボカフェSHIROBACOにて働いていた。
事務所の同期には奥谷楓、竹内若子がいる。
2018年9月、美声女ユニットelfin'への加入が発表された。

## 出演
太字はメインキャラクター。

### テレビアニメ
2014年
- FAIRY TAIL（サニー、ウェイトレス）

2016年
- DAYS（フットサルの女子）
- ONE PIECE（2016年 - 2018年、女、巨人族）

2017年
- タイガーマスクW（観客）

2018年
- ねこねこ日本史（2018年 - 2019年、役人A、武士A、源頼家） - 2シリーズ

2024年
- シンカリオン チェンジ ザ ワールド（香月リカ）

2025年
- 逃走中 グレートミッション（ヒロト）

### ゲーム
時期不明
- エミル・クロニクル・オンライン（鮮血のチェリー、ホム美、ホム花、ホム蔵 他）

2013年
- 放課後カノジョ

2014年
- ドラゴンコレクション（ブリード）

2016年
- ELCHRONICA（ホラン、リリー）

2017年
- 逆転オセロニア（スパルム）

2019年
- ペルソナ5 ザ・ロイヤル（留美）

2020年
- ゴエティアクロス（2020年 - 2021年、睦羽サミギナ、海拓ウェパル）
- プロ野球 ファミスタ 2020（アチャ）
- クラッシュフィーバー（クロネッカー）
- 魔女の泉3 Re:Fine　―人形魔女、『アイールディ』の物語―（エイリン、ルーカス）

2021年
- 東方ダンマクカグラ（赤蛮奇）

2022年
- カウンターサイド（ケイシー・ビンズ）
- 白夜極光（キャスタ）
- クライシス コア -ファイナルファンタジーVII- リユニオン

2024年
- ORE'N（天使ヴクリフ / 織天使ヴクリフ）

### ラジオドラマ
2014年
- 青山二丁目劇場（文化放送）
  - 『事実上俺の恋』（6月10日） - 紗由 役
  - 『WHAT A WONDERFUL WORLD』（8月25日） - サラ 役
  - 『お気に入りの人形』（12月15日） - 小さい頃の優子 役

2015年
- 青山二丁目劇場（文化放送）
  - 『小森のおばちゃん』（2月16日） - 明美 役
  - 『キッチンぶたぶた』（4月20日） - OL 役
  - 『課長は宇宙人かもしれない』（6月30日） - 桂子 役

### ラジオ
※はインターネット配信。
- オールナイトニッポンｉ～elfin’のビューティーボイス放送局～（2017年 - 、ニッポン放送※）[19]
- 天籁精灵（bilibili）毎週木曜18：00～、レギュラー

### テレビ番組
時期不明
- NHK総合『おはよう日本』（ボイスオーバー）
- NTV『世界一受けたい授業』（ボイスオーバー）
- CX『ペケポン』（ボイスオーバー）
- CSエンタメ〜テレ☆シネドラバラエティ『神おけ「新人声優さんのボイスサンプル」コーナーゲスト』（顔出し）

2015年
- テレビ朝日『バスドラ』（ナレーション）
- NHK Eテレ『オトナヘノベル』（ボイスオーバー）
- TBSテレビ『買いテキ！通販ツウ』（ボイスオーバー）
- テレビ朝日『聞きにくい事を聞く』（ボイスオーバー）

### コミックムービー
- 彼女のいる彼氏（2016年）
  - アクアレーベル 資生堂「新卒ちゃんの肌が気になる」篇（新卒ちゃん）
  - アクアレーベル 資生堂「働く女子、サクメシすら逃す」篇（新卒ちゃん）

### 舞台
- スターダスト・インフェルノ 〜End of Reboot〜（2019年1月9日 - 14日、新宿村LIVE）

### その他
- 第四十六回 私のBOOKイズム[20]（2019年5月16日、電子書籍.com）